# Андервуд, Иэн
И́эн Ро́бертсон А́ндервуд (англ. Ian Robertson Underwood; род. 22 мая 1939, Нью-Йорк) — музыкант-мультиинструменталист, известный по сотрудничеству с Фрэнком Заппой. Играя в группе The Mothers of Invention отвечал за клавишные и духовые инструменты.

## Биография
Иэн Андервуд родился в Нью Йорке. В 1961 году окончил Йельский университет со степенью бакалавра. В 1966 году получил степень магистра в области композиции в Калифорнийском университете в Беркли. Он начал свою музыкальную карьеру в Сан-Франциско, играя в барах и клубах со своей джаз-группой «Mice». В 1967 присоединился к группе Фрэнка Заппы The Mothers of Invention при записи альбома We're Only in It for the Money (вышел в 1968) и играл в её составе до 1969 года. В альбоме Uncle Meat (1969), в композиции «Ian Underwood Whips It Out», он рассказывает как впервые встретился с Заппой и продемонстрировал свою игру на саксофоне и получил от Фрэнка приглашение в группу. Андервуд в дальнейшем работал на сольных записях Фрэнка Заппы, в том числе участвовал в записи известного инструментального альбома Фрэнка Hot Rats (1969). В том же году Иэн женился на перкуссионистке Рут Команофф (получившей при замужестве его фамилию Андервуд), в дальнейшем ставшей участницей группы The Mothers of Invention. В 1970 вновь становится участником группы The Mothers и играет в ней с небольшими перерывами вплоть до 1973 года. В 1986 году Иэн и Рут Андервуды развелись.
После долгой карьеры с Фрэнком Заппой, Иэн работал сессионным клавишником. Андервуд известен своей профессиональной игрой на синтезаторе Minimoog. Имел дело с такими известными людьми как Квинси Джонс, Барбара Стрейзанд, Барри Манилоу, Фредди Хаббард и другими. Андервуд играл основную тему сериала 80-х «Рыцарь дорог» («The Stu Phillips Scores: Knight Rider».   (недоступная ссылка с 05-09-2013 [4332 дня] — история, копия)).
Андервуд также сотрудничал и играл (в основном на клавишах) с композитором с Джеймсом Хорнером в основных темах для художественных фильмов Титаник (1997) и Тихушники (1992).

## Дискография
C Фрэнком Заппой и The Mothers of Invention
- We're Only in It for the Money (1968)
- Cruising with Ruben & the Jets  (1968)
- Uncle Meat (1969)
- Burnt Weeny Sandwich (1970)
- Weasels Ripped My Flesh (1970)
- Hot Rats (1969)
- Chunga's Revenge (1970)
- Fillmore East - June 1971 (1971)
- 200 Motels
- Just Another Band from L.A. (1971)
- Over-Nite Sensation (1973)
- Apostrophe (') (1974)

C Captain Beefheart
- Trout Mask Replica (Straight, 1969)

С Альфонсом Моузоном
- The Man Incognito (Blue Note, 1975)

С Лало Шиффином
- Gypsies (Tabu, 1978)[5]
- No One Home (Tabu, 1979)[6]

C Габором Сабо
- Macho (Salvation, 1975)